# E-Prix di Hyderabad 2023
L'E-Prix di Hyberadad 2023 è stato il quarto appuntamento del Campionato mondiale di Formula E 2022-2023, che si è tenuto sul Circuito cittadino di Hyderabad l'11 febbraio 2023.
La gara è stata vinta da Jean-Éric Vergne, con il primo successo in stagione, seguito da Nick Cassidy ed António Félix da Costa.

## Prove libere
| Pos.           | No.            | Pilota              | Squadra           | Tempo          |
| Prove libere 1 | Prove libere 1 | Prove libere 1      | Prove libere 1    | Prove libere 1 |
| -------------- | -------------- | ------------------- | ----------------- | -------------- |
| 1              | 16             | Sébastien Buemi     | Envision Racing   | 1:15.088       |
| 2              | 1              | Stoffel Vandoorne   | DS Penske         | 1:15.269       |
| 3              | 3              | Sérgio Sette Câmara | NIO 333 Racing    | 1:15.531       |
| Prove libere 2 |                |                     |                   |                |
| 1              | 10             | Sam Bird            | Jaguar TCS Racing | 1:13.631       |
| 2              | 25             | Jean-Éric Vergne    | DS Penske         | 1:13.744       |
| 3              | 37             | Nick Cassidy        | Envision Racing   | 1:13.811       |

## Qualifiche
| Gruppo A | Gruppo A | Gruppo A               | Gruppo A               | Gruppo A  |
| Pos.     | No.      | Pilota                 | Squadra                | Qualifica |
| -------- | -------- | ---------------------- | ---------------------- | --------- |
| 1        | 9        | Mitch Evans            | Jaguar TCS Racing      | 1:14.194  |
| 2        | 23       | Sacha Fenestraz        | Nissan e.dams          | 1:14.204  |
| 3        | 16       | Sébastien Buemi        | Envision Racing        | 1:14.503  |
| 4        | 7        | Maximilian Günther     | Maserati MSG Racing    | 1:14.518  |
| 5        | 94       | Pascal Wehrlein        | TAG Heuer Porsche      | 1:14.663  |
| 6        | 8        | Oliver Rowland         | Mahindra Racing        | 1:14.721  |
| 7        | 13       | António Félix da Costa | TAG Heuer Porsche      | 1:14.732  |
| 8        | 3        | Sérgio Sette Câmara    | NIO 333 Racing         | 1:14.756  |
| 9        | 1        | Stoffel Vandoorne      | DS Penske              | 1:14.823  |
| 10       | 11       | Lucas di Grassi        | Mahindra Racing        | 1:14.917  |
| 11       | 5        | Jake Hughes            | Neom McLaren Formula E | 1:15.518  |

| Gruppo B | Gruppo B | Gruppo B             | Gruppo B                 | Gruppo B  |
| Pos.     | No.      | Pilota               | Squadra                  | Qualifica |
| -------- | -------- | -------------------- | ------------------------ | --------- |
| 1        | 58       | René Rast            | Neom McLaren Formula E   | 1:14.091  |
| 2        | 25       | Jean-Éric Vergne     | DS Penske                | 1:14.095  |
| 3        | 10       | Sam Bird             | Jaguar TCS Racing        | 1:14.187  |
| 4        | 48       | Edoardo Mortara      | Maserati MSG Racing      | 1:14.233  |
| 5        | 37       | Nick Cassidy         | Envision Racing          | 1:14.234  |
| 6        | 27       | Jake Dennis          | Avalance Andretti        | 1:14.377  |
| 7        | 17       | Norman Nato          | Nissan e.dams            | 1:14.420  |
| 8        | 33       | Dan Ticktum          | NIO 333 Racing           | 1:14.539  |
| 9        | 51       | Nico Müller          | ABT Cupra Formula E Team | 1:14.549  |
| 10       | 36       | André Lotterer       | Avalance Andretti        | 1:14.818  |
| 11       | 4        | Kelvin van der Linde | ABT Cupra Formula E Team | 1:15.173  |

|  | Quarti di finale | Quarti di finale | Quarti di finale |     |          | Semifinale  | Semifinale | Semifinale |  |  | Finale | Finale | Finale |  |
|  |                  |                  |                  |     |          |             |            |            |  |  |        |        |        |  |
|  | BUE              | BUE              | 1:13.599         |     |          |             |            |            |  |  |        |        |        |  |
|  | BUE              | BUE              | 1:13.599         |     |          |             |            |            |  |  |        |        |        |  |
|  | FEN              | FEN              | Senza tempo      |     |          |             |            |            |  |  |        |        |        |  |
|  | FEN              | FEN              | Senza tempo      |     | BUE      | BUE         | 1:13.533   |            |  |  |        |        |        |  |
|  |                  |                  |                  |     | BUE      | BUE         | 1:13.533   |            |  |  |        |        |        |  |
|  |                  |                  | EVA              | EVA | 1:13.250 |             |            |            |  |  |        |        |        |  |
|  | GUN              | GUN              | EVA              | EVA | 1:13.250 | Senza Tempo |            |            |  |  |        |        |        |  |
|  | GUN              | GUN              |                  |     |          |             |            |            |  |  |        |        |        |  |
|  | EVA              | EVA              | 1:13.526         |     |          |             |            |            |  |  |        |        |        |  |
|  | EVA              | EVA              | 1:13.526         |     | EVA      | EVA         | 1:13.228   |            |  |  |        |        |        |  |
|  |                  |                  |                  |     |          |             |            |            |  |  |        |        |        |  |
|  |                  |                  | VER              | VER | 1:13.249 |             |            |            |  |  |        |        |        |  |
|  | BIR              | BIR              | VER              | VER | 1:13.249 | Senza tempo |            |            |  |  |        |        |        |  |
|  | BIR              | BIR              |                  |     |          |             |            |            |  |  |        |        |        |  |
|  | VER              | VER              | 1:13.503         |     |          |             |            |            |  |  |        |        |        |  |
|  | VER              | VER              | 1:13.503         |     | VER      | VER         | 1:13.472   |            |  |  |        |        |        |  |
|  |                  |                  |                  |     | VER      | VER         | 1:13.472   |            |  |  |        |        |        |  |
|  |                  |                  | -                | -   | -        |             |            |            |  |  |        |        |        |  |
|  | MOR              | MOR              | -                | -   | -        | Senza tempo |            |            |  |  |        |        |        |  |
|  | MOR              | MOR              |                  |     |          |             |            |            |  |  |        |        |        |  |
|  | RAS              | RAS              | Senza tempo      |     |          |             |            |            |  |  |        |        |        |  |

| Risultati qualifica | Risultati qualifica | Risultati qualifica    | Risultati qualifica      | Risultati qualifica | Risultati qualifica | Risultati qualifica | Risultati qualifica | Risultati qualifica |
| Pos.                | No.                 | Pilota                 | Squadra                  | Gruppi              | Quarti              | Semifinali          | Finale              | Griglia             |
| ------------------- | ------------------- | ---------------------- | ------------------------ | ------------------- | ------------------- | ------------------- | ------------------- | ------------------- |
| 1                   | 9                   | Mitch Evans            | Jaguar TCS Racing        | 1:14.194            | 1:13.256            | 1:13.250            | 1:13.228            | 1                   |
| 2                   | 25                  | Jean-Éric Vergne       | DS Penske                | 1:14.095            | 1:13.503            | 1:13.472            | 1:13.249            | 2                   |
| 3                   | 16                  | Sébastien Buemi        | Envision Racing          | 1:14.503            | 1:13.599            | 1:13.533            |                     | 3                   |
| 4                   | 23                  | Sacha Fenestraz        | Nissan e.dams            | 1:14.204            | senza tempo         |                     | 4                   |                     |
| 5                   | 7                   | Maximilian Günther     | Maserati MSG Racing      | 1:14.518            | senza tempo         | 5                   |                     |                     |
| 6                   | 10                  | Sam Bird               | Jaguar TCS Racing        | 1:14.187            | Senza tempo         | 6                   |                     |                     |
| 7                   | 48                  | Edoardo Mortara        | Maserati MSG Racing      | 1:14.233            | Senza tempo         | 7                   |                     |                     |
| 8                   | 58                  | René Rast              | Neom McLaren Formula E   | 1:14.091            | senza tempo         | 8                   |                     |                     |
| 9                   | 94                  | Pascal Wehrlein        | TAG Heuer Porsche        | 1:14.663            |                     | 9                   |                     |                     |
| 10                  | 37                  | Nick Cassidy           | Envision Racing          | 1:14.234            | 10                  |                     |                     |                     |
| 11                  | 8                   | Oliver Rowland         | Mahindra Racing          | 1:14.721            | 11                  |                     |                     |                     |
| 12                  | 27                  | Jake Dennis            | Avalanche Andretti       | 1:14.377            | 12                  |                     |                     |                     |
| 13                  | 13                  | António Félix da Costa | TAG Heuer Porsche        | 1:14.732            | 13                  |                     |                     |                     |
| 14                  | 17                  | Norman Nato            | Nissan e.dams            | 1:14.420            | 14                  |                     |                     |                     |
| 15                  | 3                   | Sérgio Sette Câmara    | NIO 333 Racing           | 1:14.756            | 15                  |                     |                     |                     |
| 16                  | 33                  | Dan Ticktum            | NIO 333 Racing           | 1:14.539            | 16                  |                     |                     |                     |
| 17                  | 1                   | Stoffel Vandoorne      | DS Penske                | 1:14.823            | 17                  |                     |                     |                     |
| 18                  | 51                  | Nico Müller            | ABT Cupra Formula E Team | 1:14.549            | 18                  |                     |                     |                     |
| 19                  | 11                  | Lucas di Grassi        | Mahindra Racing          | 1:14.917            | 19                  |                     |                     |                     |
| 20                  | 36                  | André Lotterer         | Avalanche Andretti       | 1:14.818            | 20                  |                     |                     |                     |
| 21                  | 5                   | Jake Hughes            | Neom McLaren Formula E   | 1:15.118            | 21                  |                     |                     |                     |
| 22                  | 4                   | Kelvin van der Linde   | ABT Cupra Formula E Team | 1:15.173            | 22                  |                     |                     |                     |

## Gara
| Pos. | No. | Pilota                 | Squadra                  | Giri | Tempo/Ritiro              | Griglia | Punti |
| ---- | --- | ---------------------- | ------------------------ | ---- | ------------------------- | ------- | ----- |
| 1    | 25  | Jean-Éric Vergne       | DS Penske                | 33   | 46:01.099                 | 2       | 25    |
| 2    | 37  | Nick Cassidy           | Envision Racing          | 33   | +0.400                    | 9       | 18    |
| 3    | 13  | António Félix da Costa | TAG Heuer Porsche        | 33   | +1.859                    | 13      | 15    |
| 4    | 94  | Pascal Wehrlein        | TAG Heuer Porsche        | 33   | +2.855                    | 12      | 12    |
| 5    | 3   | Sérgio Sette Câmara    | NIO 333 Racing           | 33   | +3.523                    | 15      | 10    |
| 6    | 8   | Oliver Rowland         | Mahindra Racing          | 33   | +7.138                    | 10      | 8     |
| 7    | 17  | Norman Nato            | Nissan e.dams            | 33   | +7.318                    | 14      | 6+1   |
| 8    | 1   | Stoffel Vandoorne      | DS Penske                | 33   | +7.564                    | 17      | 4     |
| 9    | 36  | André Lotterer         | Avalanche Andretti       | 33   | +8.703                    | 20      | 2     |
| 10   | 48  | Edoardo Mortara        | Maserati MSG Racing      | 33   | +9.073                    | 7       | 1     |
| 11   | 51  | Nico Müller            | ABT Cupra Formula E Team | 33   | +10.622                   | 18      |       |
| 12   | 23  | Sacha Fenestraz        | Nissan e.dams            | 33   | +11.635                   | 4       |       |
| 13   | 7   | Maximilian Günther     | Maserati MSG Racing      | 33   | +15.446                   | 5       |       |
| 14   | 11  | Lucas di Grassi        | Mahindra Racing          | 33   | +15.999                   | 19      |       |
| 15   | 16  | Sébastien Buemi        | Envision Racing          | 33   | +17.735                   | 8       |       |
| 16   | 27  | Jake Dennis            | Avalanche Andretti       | 33   | +1:10.562                 | 11      |       |
| Rit  | 58  | René Rast              | Neom McLaren Formula E   | 25   | Incidente con Dennis      | 8       |       |
| Rit  | 5   | Jake Hughes            | Neom McLaren Formula E   | 22   | Incidente                 | 21      |       |
| Rit  | 10  | Sam Bird               | Jaguar TCS Racing        | 18   | Incidente con Mitch Evans | 6       |       |
| Rit  | 33  | Dan Ticktum            | NIO 333 Racing           | 15   | Problema meccanico        | 16      |       |
| Rit  | 9   | Mitch Evans            | Jaguar TCS Racing        | 12   | Collisione con Sam Bird   | 1       | 0+3   |
| Rit  | 4   | Kelvin van der Linde   | ABT Cupra Formula E Team | 9    | Sospensione               | 22      |       |

## Classifiche
La classifica dopo la gara:
Classifica piloti
| +/- | Pos | Pilota                 | Punti |
| --- | --- | ---------------------- | ----- |
|     | 1   | Pascal Wehrlein        | 80    |
|     | 2   | Jake Dennis            | 62    |
|     | 3   | Jean-Éric Vergne       | 31    |
|     | 4   | Sébastien Buemi        | 31    |
|     | 5   | Nick Cassidy           | 28    |
|     | 6   | Sam Bird               | 28    |
|     | 7   | Jake Hughes            | 27    |
|     | 8   | René Rast              | 26    |
|     | 9   | António Félix da Costa | 21    |
|     | 10  | Lucas Di Grassi        | 18    |
|     | 11  | André Lotterer         | 16    |
|     | 12  | Mitch Evans            | 14    |
|     | 13  | Sérgio Sette Câmara    | 10    |
|     | 14  | Oliver Rowland         | 8     |
|     | 15  | Norman Nato            | 7     |
|     | 16  | Stoffel Vandoorne      | 5     |
|     | 17  | Sacha Fenestraz        | 4     |
|     | 18  | Edoardo Mortara        | 3     |
|     | 19  | Dan Ticktum            | 1     |
|     | 20  | Maximilian Günther     | 0     |
|     | 21  | Nico Müller            | 0     |
|     | 22  | Kelvin van der Linde   | 0     |
|     | -   | Robin Frijns           | -     |

Classifica squadre
| +/- | Pos | Squadra                  | Punti |
| --- | --- | ------------------------ | ----- |
|     | 1   | TAG Heuer Porsche        | 101   |
|     | 2   | Avalance Andretti        | 78    |
|     | 3   | Envision Racing          | 59    |
|     | 4   | Neom McLaren Formula E   | 53    |
|     | 5   | Jaguar TCS Racing        | 42    |
|     | 6   | DS Penske                | 36    |
|     | 7   | Mahindra Racing          | 26    |
|     | 8   | NIO 333 Racing           | 11    |
|     | 9   | Nissan e.dams            | 11    |
|     | 10  | Maserati MSG Racing      | 3     |
|     | 11  | ABT Cupra Formula E Team | 0     |